# .mw
.mw је највиши Интернет домен државних кодова (ccTLD) за Малави.